# Leonel Rodríguez
Pour les articles homonymes, voir Rodríguez.
RodrÍguez  Ramos est un nom espagnol. Le premier nom de famille, en général paternel, est RodrÍguez ; le second, en général maternel, souvent omis, est Ramos.
Diego Leonel Rodríguez Ramos, né le 10 octobre 1995, est un coureur cycliste uruguayen.

## Biographie
Entre 2018 et 2021, Leonel Rodríguez s'illustre principalement dans des compétitions locales uruguayennes. Il remporte également de nombreuses courses en 2022. La même année, il termine huitième de l'épreuve en ligne aux Jeux sud-américains, avec sa sélection nationale. 
En février 2023, il devient champion d'Uruguay sur route,. Il enchaîne ensuite les victoires au niveau local. L'année suivante, il conserve son titre de champion national. 

## Palmarès et résultats

### Palmarès par année
- 2018
  - 2e étape de la Doble Melo-Río Branco
- 2019
  - 3e étape de la Doble Melo-Treinta y Tres
  - 3e de la Doble Melo-Treinta y Tres
- 2021
  - 5e épreuve du Campeonato Invierno de Montevideo
  - Doble Melo-Treinta y Tres :
    - Classement général
    - 2e étape
- 2022
  - Vuelta del Pueblo
  - 2e étape du Tour de San Carlos
  - 3e étape de la Rutas de América
  - 10e étape du Tour d'Uruguay
  - 4e et 6e épreuves du Campeonato Invierno de Montevideo
  - Gran Carrera de la Leche :
    - Classement général
    - 2e étape

  - Vuelta Ciclista al Santoral[3]
- 2023
  -  Champion d'Uruguay sur route
  - Clásica del Norte :
    - Classement général
    - 1re étape

  - 3e étape du Tour de San Carlos
  - 5e étape de la Rutas de América
  - 3e étape du Tour Náutico
  - 1re et 2e étapes du Tour d'Uruguay
  - 1re et 3e étapes de l'Infierno del Este
  - Vuelta a Colonia
  - Doble Melo-Treinta y Tres : 
    - Classement général
    - 1re et 2e étapes
- 2024
  -  Champion d'Uruguay sur route
  - 2e étape de la Rutas de América
  - 5e, 6e et 9e étapes du Tour d'Uruguay
  - 2e du Tour d'Uruguay
- 2025
  - 1re étape de la Doble Melo-Treinta y Tres
  - 2e étape du Tour de San Carlos
  - 1re étape de la Vuelta Ciclista Chaná
  - 4e, 5e et 8e étapes des Rutas de America
  - Vuelta al Olimar :
    - Classement général
    - 1re et 2e étapes

  - 8e et 10e étapes du Tour d'Uruguay
  - 3e de la Doble Melo-Treinta y Tres

### Classements mondiaux
| Année                                 | 2021 | 2022 | 2023  | 2024 |
| ------------------------------------- | ---- | ---- | ----- | ---- |
| Classement mondial                    | nc   | nc   | 1046e | 681e |
| UCI America Tour                      | 477e | nc   | nc    | 76e  |
|                                       |      |      |       |      |
| Légende : nc = non classéSource : UCI |      |      |       |      |